# Quercus ilicifolia
Quercus ilicifolia es una especie del género Quercus dentro de la familia de las Fagaceae. Está clasificada en la sección Lobatae; del roble rojo de América del Norte, Centroamérica y el norte de América del Sur que tienen los estilos largos, las bellotas maduran en 18 meses y tienen un sabor muy amargo. Las hojas suelen tener lóbulos con las puntas afiladas, con cerdas o con púas en el lóbulo.

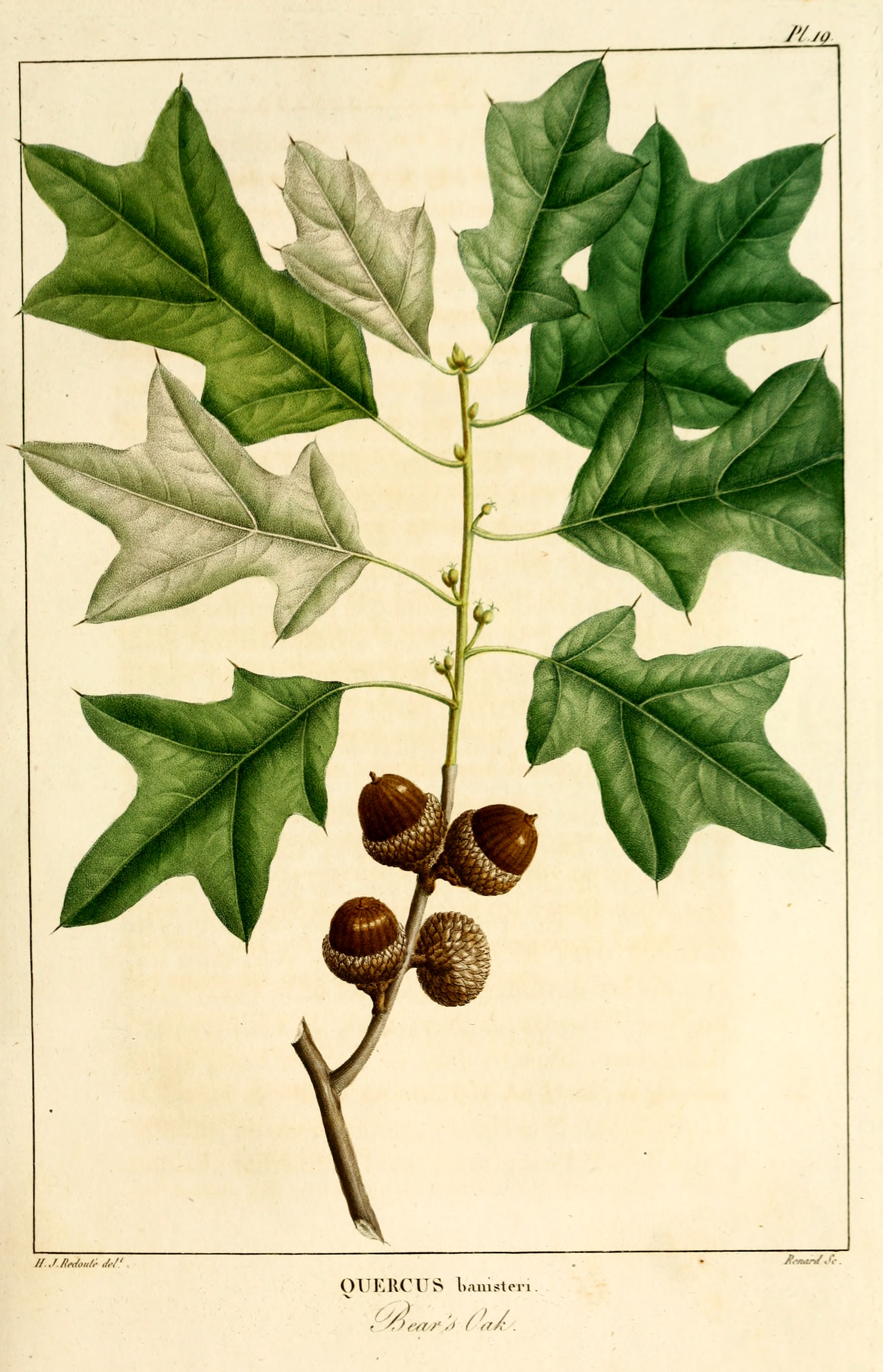
Ilustración

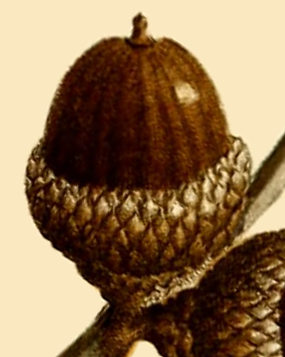
Ilustración

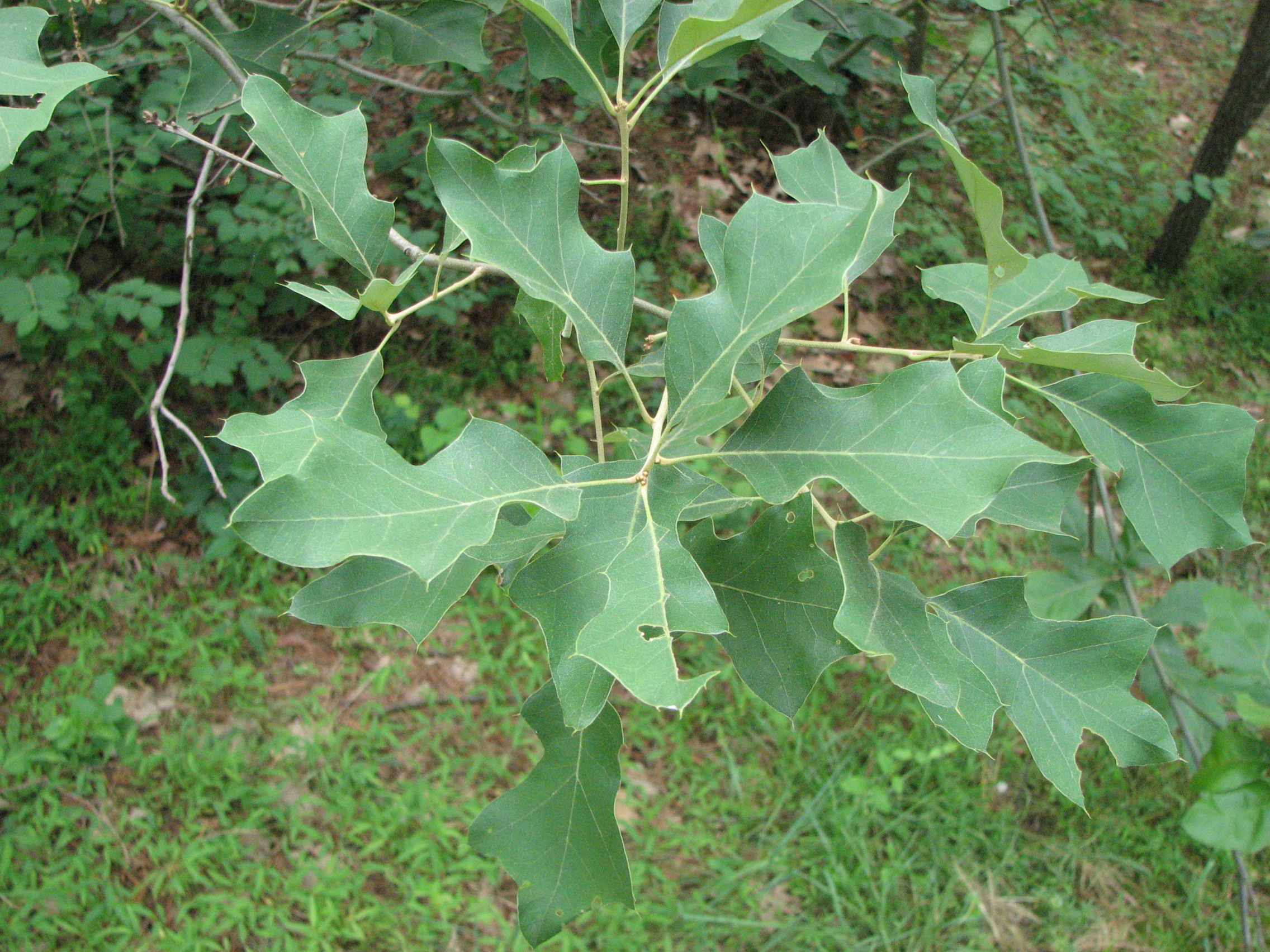
Hojas

## Distribución y hábitat
Es nativo del noreste de Estados Unidos y el sudeste de Canadá.

## Descripción
Este roble es un árbol de hoja caduca o arbusto que alcanza un tamaño de hasta 8 metros de altura. Se trata de un árbol "larguirucho" y puede formar un denso matorral. La planta crece a partir de una gran raíz primaria que puede ser de hasta 20 centímetros de espesor. La raíz principal vive mucho tiempo, con la producción de varias generaciones de partes aéreas. Las hojas están dispuestas alternativamente cada una de hasta 15 centímetros de largo por 10 de ancho. La especie es monoica, con plantas que llevan tanto amentos masculinos y flores femeninas solitarias o agrupadas. La bellota en forma de huevo es de 1 a 2 centímetros de largo con una tapa en forma de platillo. La planta se reproduce sexualmente por semillas y vegetativamente por brotar nuevos tallos.

## Ecología
Este roble es una especie dominante de plantas en una serie de regiones y tipos de hábitat. En Maine se puede encontrar en los bosques de hoja caduca junto arce rojo ( Acer rubrum ), abedul gris ( Betula populifolia ) y el álamo temblón ( Populus tremuloides ). En Massachusetts se codominate con arándano negro ( Gaylussacia baccata ) en los matorrales de Nantucket y Martha's Vineyard. En Cape Cod se asociar con ocote ( Pinus rigida ) y crowberry escoba ( Corema conradii ). Se puede encontrar en el pino Barrens de Nueva Jersey y en hábitat de pinares en Long Island . También aparece en granito y gneis más al norte de Canadá. Este roble se adapta a la perturbación en el hábitat, como un reguero de pólvora. Por lo tanto, no tolera la sombra y requiere perturbación para borrar y eliminar otras especies de plantas para que pueda recibir la luz del sol. Brota prolíficamente después de que el fuego queme sus partes aéreas.
Esta planta proporciona alimento y refugio a muchas especies animales. Los osos consumen las bellotas, especialmente cuando se preparan para la hibernación. El venado cola blanca come las bellotas, los tallos y las hojas. Existen muchos tipos de ardillas que guardan las bellotas. Muchas aves dependen de ellas; los pavos salvajes los prefieren sobre otros tipos de alimentos. Un gran número de especies de insectos viven en la madera de roble. Esta especie de roble es la planta de alimento principal para el 29% de los lepidópteros raros o en peligro en el sur de Nueva Inglaterra y el sureste de Nueva York.

## Taxonomía
Quercus ilicifolia fue descrita por Friedrich Adam Julius von Wangenheim y publicado en Beytr. Teut. Forstwiss. 79, pl. 6, f. 17. 1787.
Etimología
Quercus: nombre genérico del latín que designaba igualmente al roble y a la encina.
ilicifolia: epíteto latíno que significa "con las hojas de Ilex"
Sinonimia
- Quercus banisteri Michx.
- Quercus discolor var. banisteri (Michx.) Spach
- Quercus ilicifolia var. georgiana A.Wood
- Quercus nana (Marshall) Sarg.
- Quercus nigra var. ilicifolia Kuntze
- Quercus nigra var. pumila Marshall
- Quercus pumila Sudw.
- Quercus rubra var. nana Marshall[6][7]